# Els crits dels innocents
Els crits dels innocents (títol original: Slaughter of the Innocents) és un thriller de terror estatunidenc dirigit per James Glickenhaus, estrenat l'any 1993. Ha estat doblada al català.

## Argument
Un agent de l'FBI, Stephen Broderick, ajudat del seu fill, Jesse, és encarregat de detenir un altre adolescent d'alt nivell intel·lectual, però malèfic. Aquest creu en efecte haver estat escollit per Déu per ser el nou Noé, cosa que el fa capturar dos individus de cada espècie…

## Repartiment
- Jesse Cameron-Glickenhaus: Jesse Broderick
- Scott Glenn: Stephen Broderick
- Kevin Sorbo: John Willison
- Darlanne Fluegel: Susan Broderick
- Terri Hawkes: Ellen Jenkins
- Armin Shimerman: Dr. Mort Seger
- Susanna Thompson: Connie Collins
- Linden Ashby: Oficial Olmon
- Aaron Eckhart: Ken Reynolds

## Nominacions
- Saturn Award 1994: 
  - Millor jove actor (Jesse Cameron-Glickenhaus)